# 健康情報学

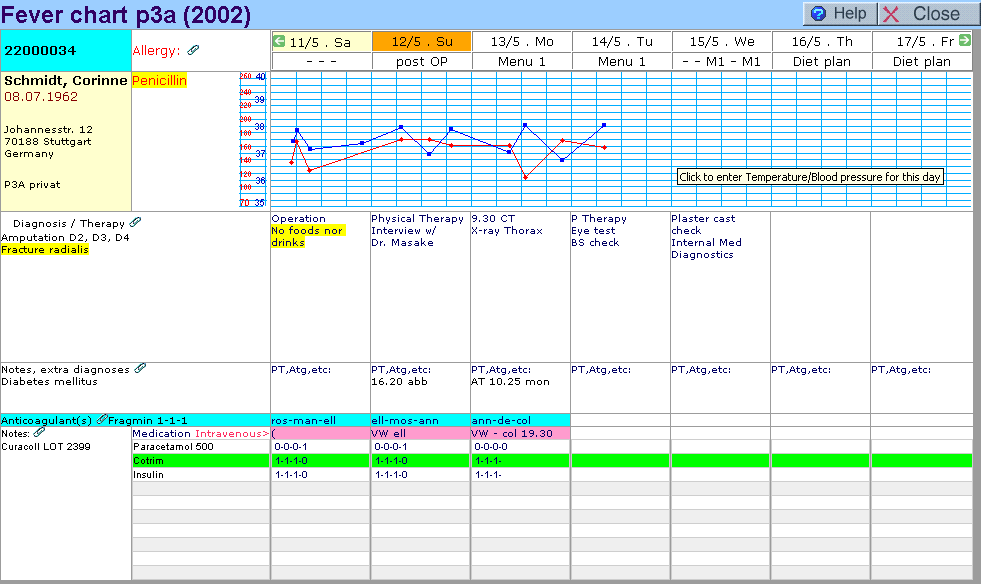
電子カルテシステムの記録データ

健康情報学（けんこうじょうほうがく、health informatics、health information systems）、医療情報学（いりょうじょうほうがく、health care informatics、healthcare informatics、medical informatics、nursing informatics、 clinical informatics、biomedical informatics）は、情報科学・コンピュータ科学・医療の学際領域である。
この分野では、健康と生体にかかわる情報について、それを最適に取得・蓄積・再利用するための情報源・装置機器・技術などについて扱う。健康情報学で用いられる手法には、コンピュータ・診療ガイドライン・医療用語の公式定義・情報コミュニケーションシステムがある。
応用される分野は、看護学・臨床医学・歯科学・薬剤学・公衆衛生学・作業療法・物理療法・生物医学研究など。

## 分野
- 医療情報学（Healthcare Informatics）
  - 臨床情報学（Clinical Informatics）
  - 公衆衛生情報学（Community Health Informatics）
- 臨床生物情報学 (Clinical  Bio-informatics)
- 医療における教育研究情報学 (Informatics for Education & Research in Health & Medicine)

## 医療情報学

### 臨床情報学
臨床情報学（Clinical Informatics）は、臨床現場における医療情報利用についての分野である。医療を情報学およびコミュニケーションシステムの技法にて分析・計画立案・施行・評価することで、患者および市民の健康状態を向上させ、患者の治療を改善し、医師と患者の関係を良好とすることを目的とする。
臨床情報学者は、情報学で得られた概念・技法・道具を組み合わせることにより医療に以下を持ち込もうとしている。
- 医療従事者と患者に対し、彼らの必要とする情報を収集提供（アセスメント）
- 臨床過程を定型化・評価・改善
- 臨床における意思決定支援システムを開発・実装・改善
- 臨床情報システムの、導入・最適化・開発・実装・管理・評価・継続的向上

医療技術とITを組み合わせることにより、医療従事者は医療情報学の助けによって、安全・効果的・効率的・迅速・患者中心・普遍的な患者ケアが可能になるであろう。

## 各国の取り組み

### 香港
香港においては1994年に香港病院管理局によって、Clinical Management Systemと呼ばれる患者記録電子管理システムが導入されている。このシステムはすべての管理局（40の病院と120の診療所）に配備されており、一日に平均して三万の医療関係者ユーザを持ち、一日あたり通信数は二百万件にのぼる。
このシステムには、すべての医療機関の情報が統合的に蓄積されており、700万人の電子カルテデータがオンラインでアクセスできる。2004年からはX線写真データも電子カルテ情報に加えられ、すべての管理局にて写真データが共有されるようになった。

### 規格
- Health Metrics Network
- HL7
- FHIR
- LOINC
- Omaha System
- openEHR
- SNOMED